# Abdourahamane Soli
Abdourahamane Soli (* 1938 in Tahoua; † 18. Februar 2016 in Niamey; auch Abdourahamane Soly, Abdourahmane Soli, Abdourhamane Soli) war ein nigrischer Jurist, Politiker und Autor.

## Leben
Abdourahamane Soli besuchte die Grundschule in seiner Geburtsstadt Tahoua und Mittelschulen in Niamey und Porto-Novo, die er mit einem Baccalauréat abschloss. Er absolvierte seinen Militärdienst bei den französischen Streitkräften in Ouidah. Danach studierte er von 1958 bis 1962 an der Universität Dakar, die er mit einem Mastertitel in Privatrecht verließ. Von 1962 bis 1966 setzte er seine juristischen Studien am Centre national d’études judiciaires in Bordeaux fort.
In weiterer Folge begann Soli eine berufliche Laufbahn im nigrischen Staatsdienst. Eine schwere Sehbehinderung hielt ihn nicht davon ab, durch zahlreiche Vorträge und Publikationen – auch als Schriftsteller – in der Öffentlichkeit präsent zu sein. Er wurde 1987, während der Zweiten Republik unter Staatschef Ali Saïbou, Justizminister. Dieses Amt übte er bis 1989 aus. Anschließend wurde Soli Generalprokurator des Höchstgerichts (Cour suprême). Zu seinen bekanntesten Leistungen in dieser Zeit zählt sein erfolgreiches Auftreten als Staatsanwalt gegen den prominenten französischen Anwalt Jacques Vergès, den Staatspräsident Mahamane Ousmane engagiert hatte, um die Rechtmäßigkeit der Sonderwahlkreise bei den Parlamentswahlen von 1995 vor dem Höchstgericht anzufechten.
Im Jahr 1998 ging Soli als Generalprokurator in den Ruhestand. Er äußerte sich weiterhin zu rechtlichen und politischen Fragen in der Öffentlichkeit. Dazu zählte seine Gegnerschaft zum Versuch von Staatspräsident Mamadou Tandja, 2009 eine in der Verfassung nicht vorgesehene dritte Amtszeit zu erlangen. Nach dem Sturz Tandjas war er 2010 als Vizepräsident des Übergangsverfassungsgerichts tätig.
Soli starb 2016 bei einem Zimmerbrand in seiner Wohnung in Niamey. Nach ihm wurde die 1979 gegründete erste Schule für Blinde und Sehbehinderte Nigers benannt.

## Schriften
- Le Dieu impôt. Pièce en trois actes. D.A.E.C. Coopération, Paris 1973.
- La recette de Doullé. In: Dix nouvelles du Niger. Oeuvres primées dans le cadre du Concours littéraire 1980, organisé par le Centre culturel franco nigérien de Niamey. Centre culturel franco nigérien, Niamey 1980.
- Le chemin du pèlerin. Imprimérie Nationale du Niger, Niamey 1988.
- Douze nouvelles du Niger. Association des écrivains nigériens, Niamey 1988.
- Les droits de l’homme dans l’entreprise au Niger. In: Revue juridique et politique: indépendance et coopération. Vol. 43, Nr. 3–4, 1989, S. 545–567.
- Conférence nationale du Niger. Presses de l’Imprimérie des arts graphiques du Niger, Niamey 1992.